# Adolzfurt
Adolzfurt ist ein Ortsteil von Bretzfeld im Hohenlohekreis im nördlichen Baden-Württemberg.

## Geografie
Adolzfurt liegt im südwestlichen Hohenlohekreis am rechten Ufer des sich zur Hohenloher Ebene hin weitenden Tals der Brettach. Auf der gegenüberliegenden Uferseite liegt der Bretzfelder Ortsteil Scheppach, mit dem Adolzfurt durch die jüngere Siedlungsausdehnung zusammengewachsen ist.

## Ortsgliederung
Zu Adolzfurt gehören die Weiler Hälden (auch zu Geddelsbach), Hahnenbusch und Hohenacker (auch zu Scheppach) und das Haus Wiesental sowie eine abgegangene Burg auf dem Schloßbuckel, die möglicherweise mit dem 1334 genannten Burgstall Nuwen Heimeberc identisch ist.

## Geschichte
Adolzfurt wurde als Adelhardtsfurt erstmals 1327 urkundlich erwähnt. Der Name des Ortes bedeutet Furt des Adelhard und wandelte sich im Laufe der Zeit zu seiner heutigen Schreibweise. Den Ort besaßen um 1300 die Herren von Neideck-Maienfels als Lehen der Herren von Weinsberg. 1335 kam der Ort an die Fürsten von Hohenlohe. 1336 verlieh Kaiser Ludwig IV. dem Ort die Rechte der Stadt Hall, jedoch wurde Adolzfurt bereits 1350 wieder Dorf genannt und konnte keine städtische Bedeutung erlangen, wenngleich der Ort als Zollstation auch an einer alten Salzhandelsstraße von Mainhardt nach Heilbronn lag. Mehr als der Handel prägte die Landwirtschaft den Ort: seit 1491 ist Weinbau nachweisbar, außerdem hatten Ackerbau, Obstbau und Viehzucht große Bedeutung.
In Adolzfurt befand sich einst eine Wasserburg, die später Sitz der hohenlohischen Vögte und Amtssitz war. Der Ort kam 1553 an die Linie Hohenlohe-Waldenburg, 1615 an Hohenlohe-Pfedelbach und später an Hohenlohe-Waldenburg-Schillingsfürst. Der Grundbesitz am Ort war stark zersplittert, im 17. Jahrhundert befand sich nahezu die Hälfte der Ackerflächen in bäuerlichem Eigenbesitz. Als infolge des Reichsdeputationshauptschlusses die Hohenlohischen Lande 1806 ihre Unabhängigkeit verloren, kam auch Adolzfurt zum Königreich Württemberg. Dort wurde es dem Oberamt Neuenstein zugeordnet und wechselte 1812 in das Oberamt Öhringen.
Die Gemeinde erreichte 1852 einen vorläufigen Bevölkerungshöchststand mit 755 Einwohnern, danach ging die Einwohnerzahl bis zum Beginn des Zweiten Weltkriegs durch Aus- und Abwanderung auf nur noch 516 Einwohner zurück. Die bereits um 1830 als Zweigbetrieb der Pulvermühle Unterheimbach gegründete Adolzfurter Pulvermühle für Schwarzpulver war später Teil der Dynamit Nobel und wurde während des Zweiten Weltkriegs zu einem bedeutenden Arbeitgeber im Ort. Durch eine schwere Explosion am 30. März 1990 wurden 3 Personen getötet und 4 Personen verletzt. Weite Teile der Pulvermühle wurden zerstört. Nach dem Unglück wurde die Pulvermühle nicht mehr aufgebaut.
Mit der Kreisreform 1973 kam Adolzfurt vom Landkreis Öhringen zum Hohenlohekreis. Im Zuge der Gemeindereform erwog Adolzfurt gemeinsam mit Geddelsbach, Scheppach und Unterheimbach die Bildung einer Großgemeinde Weinfurt, da man die Bildung einer das gesamte Brettachtal umfassenden Einheitsgemeinde zunächst ablehnte. Am 1. Januar 1975 kam es dennoch zum Zusammenschluss von Adolzfurt, Bitzfeld, Bretzfeld, Dimbach, Geddelsbach, Scheppach, Schwabbach, Siebeneich, Unterheimbach und Waldbach zur neuen Gemeinde Bretzfeld.

## Wappen
Die Blasonierung des ehemaligen Gemeindewappens lautet: Unter silbernem Schildhaupt, darin ein schreitender rotbezungter schwarzer Leopard mit nach unten geschlagenem Schwanz, in Grün ein goldener Rebzweig mit einer goldenen Traube und drei goldenen Blättern.

## Sehenswürdigkeiten
Schloss
Der ehemalige nordöstliche Eckturm und der südliche Wohnflügel künden noch vom einstigen Schloss in Adolzfurt, das auf eine mittelalterliche Wasserburg zurückgeht und lange Zeit hohenlohischer Amtssitz war. Das Schloss wurde 1777 teilweise abgerissen, die erhaltenen Teile wurden vollständig umgebaut. Die Anlage befindet sich seit dem 19. Jahrhundert in Privatbesitz. Der freistehende Turm ist von einer sechseckigen Haube bekrönt.
Evangelische Marienkirche
Im Mittelalter war Adolzfurt kirchliche Filiale von Unterheimbach (Kirchenbezirk Weinsberg). Eine dem Kloster Lichtenstern gehörige Kapelle zu Unserer Lieben Frau in Adolzfurt kam 1563 an Hohenlohe-Langenburg. 1613 wurde in Adolzfurt eine eigene Pfarrei eingerichtet. Nach Plänen des Baumeisters Heinrich Schickhardt und unter Bauleitung des Burgvogts von Neuenstein, Georg Kern, wurde die Marienkirche 1618–1621 zur Querkirche umgebaut und nach Süden erweitert mit Dreiseiten-Empore, Herrengestühl entlang der 5/8-Chorwand und Patronatsempore gegenüber der Kanzel. Der frei stehende Altar mit seinem hölzernen Aufsatz (Kruzifix, Maria und Johannes; eine Sägearbeit mit plastischer Wirkung) stammt von 1684. Die Kirche wurde 1945 teilweise zerstört und konnte bis 1953 wieder aufgebaut werden. Der Künstler Wolf-Dieter Kohler schuf 1967 drei Chorfenster (in den Maßwerken von links nach rechts: Schöpferhand, Opfersymbol Pelikan, himmlisches Jerusalem. In den Motivfenstern links: Verkündigung an Maria, Geburt, Darstellung Jesu im Tempel; Mitte: Abendmahl, Gethsemane, Kreuzigung; rechts: Auferstehung, Emmaus, Begegnung des Auferstandenen mit Jüngern und Thomas).
Burg
Etwas außerhalb auf dem Schloßberg sind einige wenige Spuren einer mittelalterlichen Burg erhalten, die im Volksmund Scheppacher Schloss genannt wird und bei der es sich möglicherweise um die in der Literatur bezeugte Burg Nuwen Heimeberc (Neuen Heimberg) handelt.
Zu den weiteren Sehenswürdigkeiten zählen, das Pfarrhaus von 1612 mit repräsentativem Renaissancegiebel und das ehemalige Amtshaus. Die Alte Mühle in der Nähe des Schlosses zählt zu den ältesten Gebäuden des Ortes.

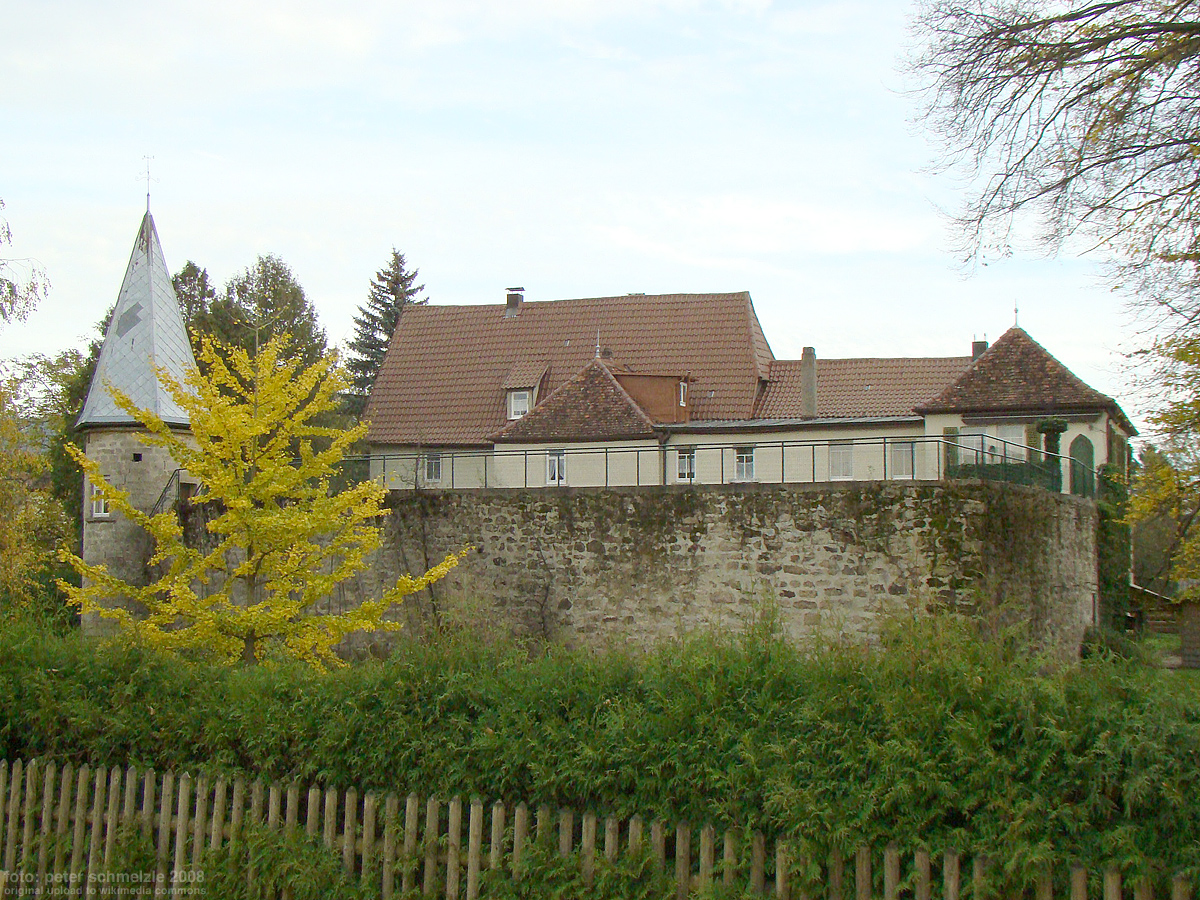
Schloss Adolzfurt
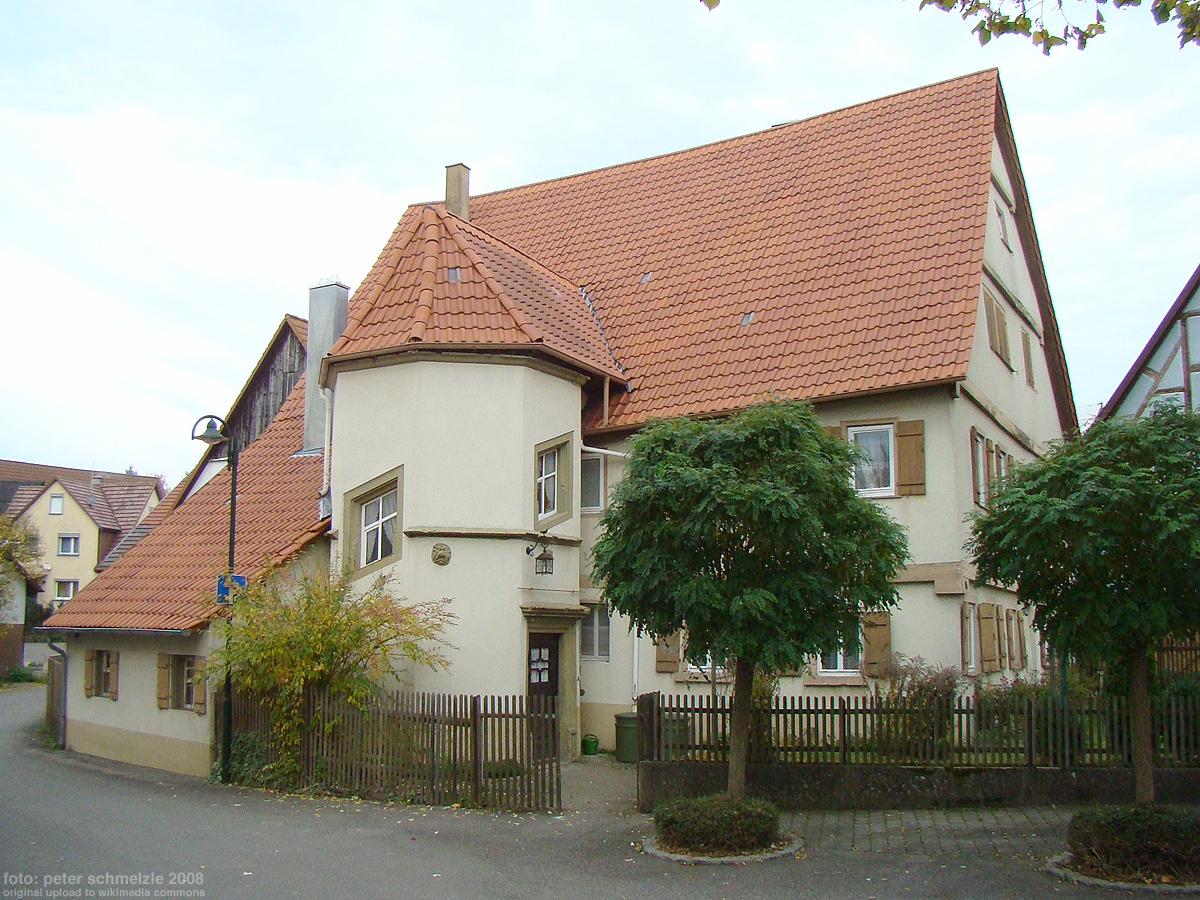
Amtshaus

## Persönlichkeiten
- August Benz, Professor und Zeichner, geboren in Adolzfurt
- Theodor Lauxmann (1865–1920), Professor und Kunstmaler, geboren in Adolzfurt
- Frederick Reimer (* 1996), Landessieger Jugend - Debattiert Baden-Württemberg 2013[6], aufgewachsen in Adolzfurt
- Johann Ludwig Spring, süddeutscher Agrarreformer, geboren in Adolzfurt am 28. Mai 1719